# Điện giật
Điện giật là phản ứng sinh lý hoặc thương tổn của cơ thể khi có dòng điện chạy qua người. Từ này thường dùng để mô tả các tổn thương khi tiếp xúc với một nguồn điện có cường độ dòng điện đủ mạnh.
Dòng điện rất nhỏ (dưới 1mA) cơ thể người khó có thể cảm nhận được. Dòng điện lớn hơn chạy qua cơ thể có thể làm cho nạn nhân bị sốc và không thể dứt ra được khỏi vật có điện. Dòng lớn hơn nữa có thể gây ra sốc tim và tổn thương mô. Biện pháp tử hình bằng cách dùng điện giật được gọi là tử hình bằng ghế điện.

## Cách sơ cứu điện giật[4]
1. Kiểm tra các nguy hiểm đảm bảo an toàn cho người sơ cứu, tri hô gọi người trợ giúp;
2. Cúp/tắt nguồn điện ngay lập tức;
3. Nếu không thể cúp hoặc tắt nguồn điện, nhanh chóng tìm cách an toàn để di dời nguồn điện hoặc dịch chuyển người bị nạn ra khỏi nguồn điện bằng vật dụng cách điện, khô ráo như thanh gỗ, nhựa, v.v.
4. Nếu người bị nạn còn tỉnh, kiểm tra xử lý vết phỏng (nếu có) với nước;
5. Nếu người bị nạn bất tỉnh nhưng còn thở bình thường, cho họ nằm nghiêng 1 bên;
6. Nếu họ bất tỉnh, thở bất thường hoặc ngưng thở, lập tức làm Hồi sinh tim phổi (CPR);
7. Nếu tình trạng nặng, gọi xe cấp cứu 115, đồng thời theo dõi các biểu hiện của người bị nạn để tiếp tục các cách sơ cấp cứu tương ứng